# Liste des sénateurs du Var
Cet article a pour objet de présenter la liste des sénateurs élus dans le Var.

## Anciens sénateurs du Var

### IIIeRépublique
- Charles Brun de 1876 à 1889
- Jean-Baptiste Ferrouillat de 1876 à 1891
- Augustin Daumas de 1889 à 1891
- Edmond Magnier de 1891 à 1895
- Eugène Angles de 1891 à 1897
- Étienne Bayol de 1896 à 1900
- Victor Méric de 1898 à 1909
- Louis Sigallas de 1900 à 1909
- Georges Clemenceau de 1902 à 1920
- Victor Reymonenq de 1909 à 1919
- Louis Martin, de 1909 à 1936
- Gustave Fourment de 1920 à 1940
- René Renoult de 1920 à 1940
- Henry Senes de 1936 à 1940

### IVeRépublique
- Édouard Soldani de 1946 à 1959
- Toussaint Merle, de 1946 à 1948
- Albert Lamarque de 1948 à 1958
- Gabriel Escudier, en 1958

### VeRépublique
- Clément Balestra de 1959 à 1977
- Édouard Le Bellegou de 1959 à 1972
- Édouard Soldani de 1959 à 1986
- Auguste Amic, de 1972 à 1977
- Pierre Gaudin de 1977 à 1978
- Jean-Jacques Perron de 1977 à 1978
- Maurice Janetti, de 1978 à 1986
- Guy Durbec de 1978 à 1981
- Geneviève Le Bellegou-Béguin de 1981 à 1986
- Maurice Arreckx de 1986 à 1995
- René-Georges Laurin de 1986 à 2004
- André Geoffroy de 2002 à 2004
- Élie Brun de 2008 à 2010
- François Trucy de 1986 à 2014
- Hubert Falco de 1995 à 2002, de 2004 à 2008 et de 2010 à 2017
- Christiane Hummel de 2004 à 2017
- David Rachline de 2014 à 2017
- Pierre-Yves Collombat de 2004 à 2020
- Georges Ginesta de 2017 à 2020
- Claudine Kauffmann de 2017 à 2020
- Christine Lanfranchi Dorgal de 2017 à 2020

#### Sénateurs actuels
- Jean Bacci (2020 → ) (LR)
- André Guiol (2020 → ) (PS)
- Françoise Dumont (2020 → ) (LR)
- Michel Bonnus (2020 → ) (LR)